# Hjobergs krukmakeri
Hjobergs Krukmakeri är ett krukmakeri i Dalsland, grundat 1850 av Martin August Hjoberg.
Martin August Hjoberg kom ursprungligen från Uddevalla där han drivit en krukmakeriverkstad, som grundats av hans farfar. År 1850 öppnade han en verkstad i Västra Bodarna i Frändefors socken.
Verkstaden övertogs därefter av hans son Carl Hjoberg och därefter av dennes sonson Albin Hjoberg, som 1929 flyttade verksamheten till Färgelanda socken. Tillverkningen bestod främst av kakelugnar och bruksvaror i krukmakargods.
Efter flytten till Färgelanda upprätthölls endast en småskalig keramiktillverkning. Där övertogs verksamheten av hans son Edgar Hjoberg och därefter av hans dotter Mimmi Hjoberg som drev verksamheten fram till 2011. 
De gamla krukmakeriet i Frändefors övertogs 2006 av Frändefors hembygdsförening, som driver verksamheten under namnet Krukmakare på Dal. Verkstaden är byggnadsminne sedan den 13 februari 2008.

## Historik
Den förste kände krukmakaren av släkten Hjoberg var Lars Hjoberg, som var född 1760. Mellan åren 1778–82 gick han i lära hos krukmakarmästaren Johannes Kihlberg i Vänersborg. Kihlberg fick burskap i Vänersborg 1776, men flyttade redan 1780 till Hjo. Lars Hjoberg följde med sin mästare till Hjo. Om han tog namnet Hjoberg eller Joberg som färdig gesäll är oklart. År 1788 var han verksam i Uddevalla och 1815 avlider han där. Lars Hjobergs söner Olof, född 1789 och Gudmund född 1795 i Uddevalla fortsatte i faderns spår. Det var Gudmunds son Martin August, född 1819, som uppförde krukmakarverkstaden i Västra Bodane.
I mitten av 1800-talet kom krukmakaren Martin August Hjoberg vandrande från Uddevalla till Vestra Bodane lerkärls- och kakelugnsfabrik i Frändefors socken i södra Dalsland. Fabriken hade startats av kronofogden J. Berger 1829 och är ett tydligt exempel på den verksamhet, som drevs i anslutning till större gårdar på landsbygden. Efter en kort tids anställning uppförde han en egen verkstad på det närliggande hemmanet Norra Flicksäters utmark. Vid den här tiden fanns det ett tiotal krukmakarverkstäder på den dalsländska landsbygden. Efter Martin Augusts bortgång 1894 övertogs verkstaden av hans son Carl. När han avled 1918 övertogs i sin tur verkstaden av hans son Albin Hjoberg, som blev den siste krukmakaren på heltid i verkstaden. År 1929 flyttade familjen till Färgelanda och Albin utbildade sig till murare och fortsatte vara krukmakare på fritiden. Hans son Edgar Hjoberg utbildade sig också till murare och var krukmakare på fritiden. Krukmakeriet ägs numera av Frändefors hembygdsförening.
Tillverkningen bestod av både kakelugnar och krukmakargods, som krukor, mjölkfat, kannor, pottor, ljusstakar, tranlampor, blomkrukor och lergökar. Mest uppmärksammade har de hjobergska kakelugnarna blivit. Populärast ska en grönlaserad kakelugn med skänk varit. De kakelugnar som tillverkades var ofta blyglaserade med stänk i koppar eller manganoxid. År 1873 uppges det i handlingarna till femårsberättelserna, att tillverkningen bestod av 25 kakelugnar för 375 kronor och diverse kärl för 200 kronor. 
Den största avsättningen för produkterna skedde på de omkringliggande marknaderna. Hjobergs sålde sina kärl på marknaderna i Brålanda, Hällemon, Sunnanån och Bäckefors i Dalsland, Vänersborg och Lilla Edet i Västergötland samt Uddevalla, Saltkällan och Rabbalshede i Bohuslän. Till marknaderna hade de också med sig prov på kakel till kakelugnar. Christer Järlgren uppger, att Hjobergs hade med sig provpannor, som bestod av överblivna reservpannor, till marknaderna så sent som 1912. Albin Hjoberg tillverkade den sista kakelugnen 1928 och övergick därefter till att sälja och mura upp kakelugnar. Dessa var tillverkade på Björnbergs lerkärls- och kakelfabrik i Södra Mellby och vid Uppsala-Ekeby.